# Loke pri Planini
Loke pri Planini je naselje v Občini Šentjur.